# Gauliga Mittelsachsen
Die Gauliga Mittelsachsen (bis 1919 Gauliga Südwestsachsen) war eine der obersten Fußballligen des Verbandes Mitteldeutscher Ballspiel-Vereine (VMBV). Sie wurde 1905 gegründet und bestand bis zur Auflösung des VMBV 1933. Der Sieger qualifizierte sich für die Endrunde der mitteldeutschen Fußballmeisterschaft.

## Überblick
Mit Aufnahme des Verbandes Chemnitzer Fußball-Vereine in den VMBV wurde zur Spielzeit 1905/06 der Gau Südwestsachsen für die Vereine aus Chemnitz, Mittweida, Plauen und Umgebung gebildet. Der Chemnitzer BC war bereits vorher Mitglied im VMBV und wechselte aus dem Gau Ostsachsen in die neu geschaffene Gauliga. Die Liga startete mit fünf teilnehmenden Mannschaften. 1906 wurde mit dem Gau Vogtland eine eigenständige Liga für die Plauener Vereine gegründet, die zur Spielzeit 1907/08 erstklassig wurde. Schrittweise wurde die Gauliga Südwestsachsen bis 1914 auf acht Vereine erhöht.
Mit Beginn des Ersten Weltkrieges stockte vorerst der Spielbetrieb. Im Gau Südwestsachsen ist eine Spielrunde überliefert, die wahrscheinlich nicht zu Ende gespielt wurde. Laut zeitgenössischen Zeitungen wurde im Frühjahr 1915 eine Kriegsmeisterschaft ausgetragen. Ergebnisse dieser Runde sind nicht überliefert. Laut den Leipziger Neuesten Nachrichten und der Illustrierten Sportzeitung vom 29. November 1915 wurde der Mittweidaer FC 1899 zum Kriegsmeister des Gaues Südwestsachsen erklärt. Die weiteren Spielzeiten während des Krieges fanden normal statt.
m Zuge der Spielklassenreform des VMBV 1919 war die Gauliga Südwestsachsen nur noch zweitklassig. Mit der Kreisliga Mittelsachsen wurde eine neue oberste Spielklasse geschaffen, die neben dem Gau Südwestsachsen noch die Gaue Erzgebirge, Mittelsachsen und Obererzgebirge beinhaltete, jedoch von den Chemnitzer Vereinen dominiert wurde. Zur Spielzeit 1923/24 wurden die Kreisligen wieder abgeschafft, die ehemalige Gauliga Südwestsachsen wurde nun in Gauliga Mittelsachsen umbenannt und war erneut erstklassig. Die vor 1919 bezeichnete Gauliga Mittelsachsen erhielt nun den Namen Gauliga Nordsachsen. Ab 1924/25 wurde die oberste Liga mit zehn Vereinen ausgespielt.
Im Zuge der Gleichschaltung wurde der VMBV und demzufolge auch die Gauliga Mittelsachsen, wenige Monate nach der Machtübernahme der Nationalsozialisten im Jahre 1933 aufgelöst. Die beiden in der Spielzeit 1932/33 bestplatzierten Vereine erhielten einen Startplatz in der zukünftig erstklassigen Gauliga Sachsen, die weiteren Mannschaften wurden in den unteren Spielklassen eingeordnet.
Die Gauliga Mittelsachsen wurde überwiegend von den Chemnitzer Vereinen dominiert. Bis zum Ersten Weltkrieg und in den Kriegsjahren konnten ebenfalls Vereine aus Mittweida um die Gaumeisterschaft mitkämpfen. Nach der Rückkehr zum Ligensystem der Gauligen dominierte der Chemnitzer BC die Liga und sicherte sich sechsmal hintereinander die Meisterschaft. Erst ab den 1930ern konnte der erstarkte PSV Chemnitz dem Chemnitzer BC den Rang ablaufen.

## Einordnung
Die übermäßige Anzahl an erstklassigen Gauligen innerhalb des VMBVs hatte eine Verwässerung des Spielniveaus verursacht, es gab teilweise zweistellige Ergebnisse in den mitteldeutschen Fußballendrunden. Die Vereine aus der Gauliga Südwestsachsen/Mittelsachsen gehörten zu den spielstärksten Vereinen im Verband. Während in den mitteldeutschen Endrunden vor und während des Krieges noch früh die Segel gestrichen werden mussten, erstarkten die Vereine in den 1920ern. 1926/27 erreichte mit dem Chemnitzer BC erstmals ein Verein aus Mittelsachsen das Finale um die mitteldeutsche Fußballmeisterschaft, dieses ging jedoch am 1. Mai 1927 mit 0:4 gegen den VfB Leipzig verloren. Zwei Jahre später konnte der Chemnitzer BC erneut in das mitteldeutsche Finale vordringen, doch auch dieses Spiel ging verloren, gegen den Dresdner SC setzte es eine 2:3-Niederlage. So war es nicht dem Gauseriensieger Chemnitzer BC, sondern dem aufstrebenden PSV Chemnitz vergönnt, als erster Verein aus dem Gau Mittelsachsen die mitteldeutsche Fußballmeisterschaft zu gewinnen. In der Spielzeit 1931/32 sicherte sich der Verein durch einen 3:2-Sieg nach Verlängerung gegen den Dresdner SC die Meisterschaft und Teilnahme an der deutschen Fußballmeisterschaft. Ein Jahr später konnte der PSV Chemnitz nochmals in das Finale der mitteldeutschen Endrunde vordringen, in einer Neuauflage des letztjährigen Finales setzte sich jedoch diesmal der Dresdner SC mit 3:1 durch.
Auch in der ab 1933 eingeführte Gauliga Sachsen konnte die Vereine aus dem ehemaligen Gau Mittelsachsen Erfolge feiern, dem PSV Chemnitz und dem BC Hartha gelang zweimal der Sieg der Gaumeisterschaft. Bis auf die beiden Vereine gelang jedoch nur noch dem Chemnitzer BC der Sprung in die Gauliga Sachsen.

## Meister der Gauliga Südwestsachsen/Mittelsachsen 1906–1933
| Jahr    | Gaumeister Südwest-/Mittelsachsen | Abschneiden mitteldt. Meisterschaft a | Mitteldeutscher Meister       |
| ------- | --------------------------------- | ------------------------------------- | ----------------------------- |
| 1905/06 | Chemnitzer BC                     | Halbfinale (1)                        | VfB Leipzig                   |
| 1906/07 | Mittweidaer BC                    | Halbfinale (1)                        | VfB Leipzig                   |
| 1907/08 | Chemnitzer BC                     | Halbfinale (2)                        | Wacker Leipzig                |
| 1908/09 | Mittweidaer FC 1899 b             | Viertelfinale (1) b                   | SC Erfurt                     |
| 1909/10 | Germania Mittweida                | 1. Zwischenrunde (2)                  | VfB Leipzig                   |
| 1910/11 | Chemnitzer BC                     | Vorrunde (1)                          | VfB Leipzig                   |
| 1911/12 | Chemnitzer BC                     | Viertelfinale (2)                     | SpVgg 1899 Leipzig-Lindenau   |
| 1912/13 | FC Sturm Chemnitz                 | Viertelfinale A (1)                   | VfB Leipzig                   |
| 1913/14 | Chemnitzer BC                     | Halbfinale (4)                        | SpVgg 1899 Leipzig-Lindenau   |
| 1914/15 | Mittweidaer FC 1899               | keine mitteldeutsche Endrunde         | keine mitteldeutsche Endrunde |
| 1915/16 | Mittweidaer FC 1899               | 2. Zwischenrunde (3)                  | FC Eintracht Leipzig          |
| 1916/17 | Chemnitzer BC                     | Zwischenrunde (2)                     | Hallescher FC 1896            |
| 1917/18 | SV Teutonia 1901 Chemnitz         | Viertelfinale (2)                     | VfB Leipzig                   |
| 1918/19 | VfB Chemnitz                      | Viertelfinale (2)                     | Hallescher FC 1896            |
| 1919/20 | Kreisliga Mittelsachsen           | Kreisliga Mittelsachsen               | VfB Leipzig                   |
| 1920/21 | Kreisliga Mittelsachsen           | Kreisliga Mittelsachsen               | FC Wacker Halle               |
| 1921/22 | Kreisliga Mittelsachsen           | Kreisliga Mittelsachsen               | SpVgg 1899 Leipzig-Lindenau   |
| 1922/23 | Kreisliga Mittelsachsen           | Kreisliga Mittelsachsen               | SV Guts Muts Dresden          |
| 1923/24 | Chemnitzer BC                     | Viertelfinale (3)                     | SpVgg 1899 Leipzig-Lindenau   |
| 1924/25 | Chemnitzer BC                     | Viertelfinale (3)                     | VfB Leipzig                   |
| 1925/26 | Chemnitzer BC                     | 2. Runde (2)                          | Dresdner SC                   |
| 1926/27 | Chemnitzer BC                     | Finale (5)                            | VfB Leipzig                   |
| 1927/28 | Chemnitzer BC                     | Viertelfinale (3)                     | FC Wacker Halle               |
| 1928/29 | Chemnitzer BC                     | Finale (5)                            | Dresdner SC                   |
| 1929/30 | SV Sturm Chemnitz                 | Halbfinale (4)                        | Dresdner SC                   |
| 1930/31 | PSV Chemnitz                      | 2. Vorrunde (2)                       | Dresdner SC                   |
| 1931/32 | PSV Chemnitz                      | Sieger                                | PSV Chemnitz                  |
| 1932/33 | PSV Chemnitz                      | Finale (5)                            | Dresdner SC                   |

## Rekordmeister
Rekordmeister der Gauliga Südwestsachsen/Mittelsachsen ist der Chemnitzer BC, der den Titel zwölf Mal gewinnen konnten.
|  | Verein                    | Titel | Jahr |
|  | ------------------------- | ----- | --- |
|  | Chemnitzer BC             | 12    | 1905/06, 1907/08, 1910/11, 1911/12, 1913/14, 1916/17, 1923/24, 1924/25, 1925/26, 1926/27, 1927/28, 1928/29 |
|  | Mittweidaer FC 1899       | 3     | 1908/09, 1914/15, 1915/16                                                                                  |
|  | PSV Chemnitz              | 3     | 1930/31, 1931/32, 1932/33                                                                                  |
|  | SV Sturm Chemnitz         | 2     | 1912/13, 1929/30                                                                                           |
|  | Mittweidaer BC            | 1     | 1906/07 |
|  | Germania Mittweida        | 1     | 1909/10 |
|  | SV Teutonia 1901 Chemnitz | 1     | 1917/18 |
|  | VfB Chemnitz              | 1     | 1918/19 |

## Ewige Tabelle
Berücksichtigt sind alle überlieferten Spielzeiten der erstklassigen Gauliga Südwestsachsen bis 1919 bzw. Mittelsachsen ab 1923  bis 1933. Die Spielzeiten 1914/15 und 1918/19 sind aktuell nicht überliefert. Da es in einigen Spielzeiten zu Spielen kam, die als Niederlage für beide Mannschaften gewertet wurden, gibt es mehr Gegenpunkte als Pluspunkte. 
| Pl. | Verein                                                     | Jahre | Sp. | S   | U  | N   | T+   | T-  | Diff. | Punkte  | Ø-Pkt. | Titel | Spielzeiten                              |
| --- | ---------------------------------------------------------- | ----- | --- | --- | -- | --- | ---- | --- | ----- | ------- | ------ | ----- | ---------------------------------------- |
| 1.  | Chemnitzer BC                                              | 22    | 288 | 212 | 20 | 56  | 1212 | 462 | +750  | 444:132 | 1,54   | 12    | 1907–1914, 1915–1918, 1923–1933          |
| 2.  | Sturm Chemnitz                                             | 20    | 279 | 157 | 22 | 100 | 854  | 591 | +263  | 336:222 | 1,2    | 2     | 1905–1914, 1915–1918, 1923–1933          |
| 3.  | FC Preussen Chemnitz                                       | 10    | 178 | 86  | 24 | 68  | 486  | 432 | +54   | 196:160 | 1,1    | 0     | 1923–1933                                |
| 4.  | SV Teutonia 1901 Chemnitz                                  | 13    | 204 | 83  | 26 | 95  | 497  | 559 | −62   | 192:216 | 0,94   | 1     | 1915–1918, 1923–1933                     |
| 5.  | PSV Chemnitz                                               | 8     | 143 | 89  | 12 | 42  | 628  | 365 | +263  | 190:96  | 1,33   | 3     | 1925–1933                                |
| 6.  | SC National Chemnitz                                       | 12    | 206 | 79  | 29 | 98  | 487  | 561 | −74   | 187:225 | 0,91   | 0     | 1911–1913, 1923–1933                     |
| 7.  | SC Hellas Chemnitz                                         | 12    | 178 | 56  | 27 | 95  | 310  | 518 | −208  | 139:217 | 0,78   | 0     | 1913/14, 1915–1918, 1923–1931            |
| 8.  | SC 1913 Harthau/ Sportfreunde Harthau                      | 9     | 162 | 54  | 26 | 82  | 346  | 504 | −158  | 134:190 | 0,83   | 0     | 1924–1933                                |
| 9.  | Mittweidaer FC 1899                                        | 11    | 130 | 51  | 12 | 67  | 262  | 335 | −73   | 114:146 | 0,88   | 3     | 1908–1914, 1915–1918, 1923–1925, 1927/28 |
| 10. | Germania Mittweida                                         | 9     | 87  | 40  | 6  | 41  | 276  | 240 | +36   | 86:88   | 0,99   | 1     | 1905–1914                                |
| 11. | Mittweidaer BC                                             | 10    | 89  | 37  | 6  | 46  | 207  | 199 | +8    | 80:98   | 0,9    | 1     | 1905–1914                                |
| 12. | SV Wacker Chemnitz                                         | 4     | 72  | 32  | 9  | 31  | 182  | 189 | −7    | 73:71   | 1,01   | 0     | 1926–1930                                |
| 13. | SC Reunion Chemnitz/ FC Hohenzollern Chemnitz              | 7     | 78  | 31  | 5  | 42  | 101  | 214 | −113  | 67:89   | 0,86   | 0     | 1909–1914, 1915–1918                     |
| 14. | 1. SC 1909 Limbach                                         | 4     | 72  | 27  | 12 | 33  | 200  | 215 | −15   | 66:78   | 0,92   | 0     | 1929–1933                                |
| 15. | VfB Chemnitz                                               | 5     | 88  | 28  | 9  | 51  | 178  | 251 | −73   | 65:111  | 0,74   | 1     | 1923–1927, 1932/33                       |
| 16. | Einsiedeler SC/ Viktoria 03 Einsiedel                      | 4     | 60  | 16  | 6  | 38  | 113  | 187 | −74   | 38:82   | 0,63   | 0     | 1915/16, 1923–1926                       |
| 17. | Chemnitzer SC/ Vereinigter Chemnitzer SC/ SC 1900 Chemnitz | 7     | 70  | 15  | 7  | 48  | 99   | 270 | −171  | 37:103  | 0,53   | 0     | 1907–1914                                |
| 18. | BC Hartha                                                  | 2     | 36  | 9   | 5  | 22  | 78   | 160 | −82   | 23:49   | 0,64   | 0     | 1931–1933                                |
| 19. | SV Grüna 12                                                | 2     | 31  | 6   | 3  | 22  | 70   | 193 | −123  | 15:47   | 0,48   | 0     | 1930–1932                                |
| 20. | VfL 05 Hohenstein-Ernstthal                                | 1     | 18  | 5   | 0  | 13  | 43   | 63  | −20   | 10:26   | 0,56   | 0     | 1928/29                                  |
| 21. | 1. Vogtländischer FC Plauen                                | 2     | 10  | 4   | 1  | 5   | 36   | 31  | +5    | 9:11    | 0,9    | 0     | 1905–1907                                |
| 22. | VfR 1908 Chemnitz                                          | 1     | 6   | 1   | 1  | 4   | 16   | 30  | −14   | 3:90    | 0,5    | 0     | 1915/16                                  |
| 23. | Zwickauer BC                                               | 2     | 16  | 1   | 0  | 15  | 10   | 83  | −73   | 2:30    | 0,13   | 0     | 1906–1908                                |
| 24. | Verein Chemnitzer Sportfreunde                             | 2     | 8   | 0   | 0  | 8   | 12   | 51  | −39   | 0:16    | 0      | 0     | 1905–1906                                |